# La Llenguadera
La Llenguadera és un indret del terme municipal de Conca de Dalt, a l'antic terme de Toralla i Serradell, al Pallars Jussà, en territori que havia estat del poble de Torallola.
Està situat al sud-oest de Torallola i a llevant de Sensui, ben a prop del termenal amb Salàs de Pallars, a l'entorn de Sensui. És a l'esquerra del barranc de Sensui, a llevant de la Boïga, al sud-est de les Escometes, a ponent de Serradàs i al sud-oest de Peraire.